# Кабусетя
Кабусетя (яп. 冠茶, «укритий чай») — вид японського чаю сентя.
Назва чаю походить від способу його вирощування та збору. Провесною, приблизно за один-три тижні до збору молодого чайного листа, чайна плантація вкривається захисним екраном, щоб відсікти прямі сонячні промені  . Таке затінення виробляє м'якший чай, ніж звичайний сентя.
Щоб отримати природну тінь без повного відсікання сонячного світла, над рослинами вішається спеціальна мережа, яка називається «кабусе» (від дієслова «кабусеру» - «затінювати»). На відміну від сентя, вирощеного під прямими сонячними променями, кабусетя має більш солодкий смак  і більш насичений колір. Інший затінений чай, відомий як гекуро, відрізняється від кабусетя тим, що його затіняють на більш тривалий період - на термін близько 20 днів  .
У Японії кабусетя становить близько 4% чаю, що виробляється (2019 рік)  .